# Coleophora cornelia
Coleophora cornelia é uma espécie de mariposa do gênero Coleophora pertencente à família Coleophoridae.